# Rivulus illuminatus
Rivulus illuminatus är en fiskart som beskrevs av Costa 2007. Rivulus illuminatus ingår i släktet Rivulus och familjen Rivulidae. Inga underarter finns listade i Catalogue of Life.